# Karamea
Karamea – miasto w Nowej Zelandii, na Wyspie Południowej, w regionie West Coast.